# Mark Evans
Mark Evans (2 de março de 1956 em Melbourne, Vitória) é um baixista australiano, mais conhecido como um dos primeiros baixistas da banda de hard rock AC/DC, onde participou de cinco discos entre 1975 e 1977. Mark saiu da banda por desentendimentos com o guitarrista Angus Young. Após sair, o baixista Cliff Williams o substituiu, e tocou com o grupo até o ano de 2016.
Em 2011, Mark lançou o livro: Dirty Deeds: My Life Inside / Outside of AC / DC, que conta os bastidores das gravações com o AC/DC, além de suas memórias dos shows com o grupo.
Mark tocou também em outras bandas, como o Finch (também conhecida como Contraband), Cheetah, Swanee, Heaven e The Party Boys. Em setembro de 2017, Mark Evans foi anunciado  como o novo baixista da popular banda australiana Rose Tattoo.

DISCOGRAFIA NO AC/DC
- High Voltage (1975, versão australiana)
- T.N.T. (1975)
- High Voltage (1976, versão internacional)
- Dirty Deeds Done Dirt Cheap (1976)
- Let There Be Rock (1977)